# Камарлас
Кама́рлас (кат. Camarles, вимова літературною каталанською [kə'maɾłəs]) - муніципалітет, розташований в Автономній області Каталонія, в Іспанії. Код муніципалітету за номенклатурою Інституту статистики Каталонії - 439039. Знаходиться у районі (кумарці) Баш-Ебра (коди району - 09 та BB) провінції Таррагона, згідно з новою адміністративною реформою перебуватиме у складі Ебрської баґарії (округи). 

## Населення
Населення міста (у 2007 р.) становить 3.479 осіб (з них менше 14 років - 13,7%, від 15 до 64 - 65,9%, понад 65 років - 20,4%). У 2006 р. народжуваність склала 37 осіб, смертність - 24 особи, зареєстровано 11 шлюбів. У 2001 р. активне населення становило 1.260 осіб, з них безробітних - 69 осіб.

Серед осіб, які проживали на території міста у 2001 р., 2.664 народилися в Каталонії (з них 2.528 осіб у тому самому районі, або кумарці), 113 осіб приїхало з інших областей Іспанії, а 135 осіб приїхало з-за кордону. 

Вищу освіту має 4,2% усього населення. 

У 2001 р. нараховувалося 997 домогосподарств (з них 13,3% складалися з однієї особи, 31,7% з двох осіб,21,9% з 3 осіб, 21,2% з 4 осіб, 8,4% з 5 осіб, 2,3% з 6 осіб, 0,7% з 7 осіб, 0,4% з 8 осіб і 0,1% з 9 і більше осіб).

Активне населення міста у 2001 р. працювало у таких сферах діяльності : у сільському господарстві - 19,2%, у промисловості - 16,3%, на будівництві - 27,1% і у сфері обслуговування - 37,4%. 

 У муніципалітеті або у власному районі (кумарці) працює 821 особа, поза районом - 711 осіб.

### Безробіття
У 2007 р. нараховувалося 65 безробітних (у 2006 р. - 87 безробітних), з них чоловіки становили 41,5%, а жінки - 58,5%.

## Економіка

### Підприємства міста

#### Промислові підприємства
| \| Промислові підприємства міста, за сферою діяльності \| Промислові підприємства міста, за сферою діяльності \| Промислові підприємства міста, за сферою діяльності \| \| Рік \| 2002 р. \| 2001 р. \| \| --------------------------------------------------- \| --------------------------------------------------- \| --------------------------------------------------- \| \| Енергетичні та водні ресурси \| 0% \| 0% \| \| Хімія та метали \| 13% \| 13% \| \| Переробка металів \| 21,7% \| 21,7% \| \| Продукти харчування \| 39,1% \| 34,8% \| \| Текстиль \| 8,7% \| 8,7% \| \| Виробництво меблів, видання \| 4,3% \| 8,7% \| \| Інше \| 13% \| 13% \| \| Усього підприємств \| 23 \| 23 \| |         |         |
| Промислові підприємства міста, за сферою діяльності |         |         |
| Рік | 2002 р. | 2001 р. |
| Енергетичні та водні ресурси | 0%      | 0%      |
| Хімія та метали | 13%     | 13%     |
| Переробка металів | 21,7%   | 21,7%   |
| Продукти харчування | 39,1%   | 34,8%   |
| Текстиль | 8,7%    | 8,7%    |
| Виробництво меблів, видання | 4,3%    | 8,7%    |
| Інше | 13%     | 13%     |
| Усього підприємств | 23      | 23      |

#### Роздрібна торгівля
| \| Підприємства роздрібної торгівлі міста, за сферою діяльності \| Підприємства роздрібної торгівлі міста, за сферою діяльності \| Підприємства роздрібної торгівлі міста, за сферою діяльності \| \| Рік \| 2002 р. \| 2001 р. \| \| ------------------------------------------------------------ \| ------------------------------------------------------------ \| ------------------------------------------------------------ \| \| Продукти харчування \| 54,4% \| 57,7% \| \| Одяг та взуття \| 8,8% \| 5,8% \| \| Товари для дому \| 8,8% \| 5,8% \| \| Книги та періодичні видання \| 1,8% \| 1,9% \| \| Промислова хімічна продукція \| 5,3% \| 5,8% \| \| Продукція, пов'язана з транспортними засобами \| 1,8% \| 1,9% \| \| Інше \| 19,3% \| 21,2% \| \| Усього підприємств \| 57 \| 52 \| |         |         |
| Підприємства роздрібної торгівлі міста, за сферою діяльності |         |         |
| Рік | 2002 р. | 2001 р. |
| Продукти харчування | 54,4%   | 57,7%   |
| Одяг та взуття | 8,8%    | 5,8%    |
| Товари для дому | 8,8%    | 5,8%    |
| Книги та періодичні видання | 1,8%    | 1,9%    |
| Промислова хімічна продукція | 5,3%    | 5,8%    |
| Продукція, пов'язана з транспортними засобами | 1,8%    | 1,9%    |
| Інше | 19,3%   | 21,2%   |
| Усього підприємств | 57      | 52      |

#### Сфера послуг
| \| Підприємства міста, що працюють у сфері послуг, за діяльністю \| Підприємства міста, що працюють у сфері послуг, за діяльністю \| Підприємства міста, що працюють у сфері послуг, за діяльністю \| \| Рік \| 2002 р. \| 2001 р. \| \| ------------------------------------------------------------- \| ------------------------------------------------------------- \| ------------------------------------------------------------- \| \| Гуртова торгівля \| 18,4% \| 22% \| \| Готелі та готельний бізнес \| 17,2% \| 17,6% \| \| Транспорт та зв'язок \| 16,1% \| 16,5% \| \| Посередницькі фінансові послуги \| 4,6% \| 4,4% \| \| Послуги підприємствам \| 1,1% \| 0% \| \| Послуги фізичним особам \| 37,9% \| 35,2% \| \| Нерухомість та ін. \| 4,6% \| 4,4% \| \| Усього підприємств \| 87 \| 91 \| |         |         |
| Підприємства міста, що працюють у сфері послуг, за діяльністю |         |         |
| Рік | 2002 р. | 2001 р. |
| Гуртова торгівля | 18,4%   | 22%     |
| Готелі та готельний бізнес | 17,2%   | 17,6%   |
| Транспорт та зв'язок | 16,1%   | 16,5%   |
| Посередницькі фінансові послуги | 4,6%    | 4,4%    |
| Послуги підприємствам | 1,1%    | 0%      |
| Послуги фізичним особам | 37,9%   | 35,2%   |
| Нерухомість та ін. | 4,6%    | 4,4%    |
| Усього підприємств | 87      | 91      |

## Житловий фонд
У 2001 р. 7% усіх родин (домогосподарств) мали житло метражем до 59 м2, 23,7% - від 60 до 89 м2, 44,9% - від 90 до 119 м2 і
24,4% - понад 120 м2.

З усіх будівель у 2001 р. 43,1% було одноповерховими, 28,3% - двоповерховими, 27,8
% - триповерховими, 0,9% - чотириповерховими, 0% - п'ятиповерховими, 0% - шестиповерховими,
0% - семиповерховими, 0% - з вісьмома та більше поверхами.

## Автопарк
| \| Автомобілі, зареєстровані у місті, за призначенням \| Автомобілі, зареєстровані у місті, за призначенням \| Автомобілі, зареєстровані у місті, за призначенням \| \| Рік \| 2006 р. \| 2005 р. \| \| -------------------------------------------------- \| -------------------------------------------------- \| -------------------------------------------------- \| \| Приватні автомобілі \| 54,3% \| 53,6% \| \| Мотоцикли \| 7,2% \| 7,5% \| \| Вантажівки \| 35,2% \| 35,7% \| \| Трактори \| 0,2% \| 0,2% \| \| Автобуси та ін. \| 3,1% \| 3% \| \| Усього автомобілів \| 2.595 шт. \| 2.432 шт. \| |           |           |
| Автомобілі, зареєстровані у місті, за призначенням |           |           |
| Рік | 2006 р.   | 2005 р.   |
| Приватні автомобілі | 54,3%     | 53,6%     |
| Мотоцикли | 7,2%      | 7,5%      |
| Вантажівки | 35,2%     | 35,7%     |
| Трактори | 0,2%      | 0,2%      |
| Автобуси та ін. | 3,1%      | 3%        |
| Усього автомобілів | 2.595 шт. | 2.432 шт. |

## Вживання каталанської мови
У 2001 р. каталанську мову у місті розуміли 96,9% усього населення (у 1996 р. - 99,5%), вміли говорити нею 80,8% (у 1996 р. - 
81%), вміли читати 75,2% (у 1996 р. - 70,9%), вміли писати 49,5
% (у 1996 р. - 37,1%). Не розуміли каталанської мови 3,1%.

## Політичні уподобання
У виборах до Парламенту Каталонії у 2006 р. взяло участь 1.255 осіб (у 2003 р. - 1.529 осіб). Голоси за політичні сили розподілилися таким чином:
| \| Вибори до Парламенту Каталонії \| Вибори до Парламенту Каталонії \| Вибори до Парламенту Каталонії \| \| Рік \| 2006 р. \| 2003 р. \| \| -------------------------------------- \| ------------------------------ \| ------------------------------ \| \| Конвергенція та Єднання (CiU) \| 42,5% \| 39,6% \| \| Соціалістична партія Каталонії (PSC) \| 19,8% \| 16,3% \| \| Народна партія (PP) \| 4,8% \| 6,5% \| \| Ініціатива за Каталонію — Зелені (ICV) \| 3,4% \| 2,2% \| \| Республіканська лівиця Каталонії (ERC) \| 28,1% \| 34,5% \| \| Громадяни — Громадянська партія (C's) \| 0,6% \| 0% \| \| Інші \| 0,9% \| 0,9% \| |         |         |
| Вибори до Парламенту Каталонії |         |         |
| Рік | 2006 р. | 2003 р. |
| Конвергенція та Єднання (CiU) | 42,5%   | 39,6%   |
| Соціалістична партія Каталонії (PSC) | 19,8%   | 16,3%   |
| Народна партія (PP) | 4,8%    | 6,5%    |
| Ініціатива за Каталонію — Зелені (ICV) | 3,4%    | 2,2%    |
| Республіканська лівиця Каталонії (ERC) | 28,1%   | 34,5%   |
| Громадяни — Громадянська партія (C's) | 0,6%    | 0%      |
| Інші | 0,9%    | 0,9%    |

У муніципальних виборах у 2007 р. взяло участь 1.849 осіб (у 2003 р. - 1.898 осіб). Голоси за політичні сили розподілилися таким чином:
| \| Муніципальні вибори \| Муніципальні вибори \| Муніципальні вибори \| \| Рік \| 2007 р. \| 2003 р. \| \| -------------------------------------- \| ------------------- \| ------------------- \| \| Конвергенція та Єднання (CiU) \| 39,6% \| 50,3% \| \| Соціалістична партія Каталонії (PSC) \| 39,6% \| 21,7% \| \| Народна партія (PP) \| 0% \| 0% \| \| Ініціатива за Каталонію — Зелені (ICV) \| 0% \| 0% \| \| Республіканська лівиця Каталонії (ERC) \| 20,4% \| 22% \| \| Громадяни — Громадянська партія (C's) \| 0% \| 0% \| \| Інші \| 0,3% \| 6,1% \| |         |         |
| Муніципальні вибори |         |         |
| Рік | 2007 р. | 2003 р. |
| Конвергенція та Єднання (CiU) | 39,6%   | 50,3%   |
| Соціалістична партія Каталонії (PSC) | 39,6%   | 21,7%   |
| Народна партія (PP) | 0%      | 0%      |
| Ініціатива за Каталонію — Зелені (ICV) | 0%      | 0%      |
| Республіканська лівиця Каталонії (ERC) | 20,4%   | 22%     |
| Громадяни — Громадянська партія (C's) | 0%      | 0%      |
| Інші | 0,3%    | 6,1%    |